# Storm Ingebrigtsen
Storm Ingebrigtsen, né le 17 février 2005 à Fredrikstad, est un coureur cycliste norvégien.

## Biographie
Storm Ingebrigtsen est originaire de Fredrikstad, une ville portuaire du sud-est de la Norvège. Issu de parents vététistes, il commence le cyclisme durant son enfance par cette discipline. Il bascule ensuite vers les compétitions sur route. Dans les rangs juniors, il est régulièrement sélectionné en équipe nationale. Il prend aussi la troisième place du championnat de Norvège du contre-la-montre en 2022. 
En 2023, il obtient ses premiers résultats notables au niveau international. Sous les couleurs de son pays natal, il termine deuxième de la Coppa Andrea Meneghelli et d'une étape du Giro della Lunigiana, ou encore quatrième de la dernière étape de la Course de la Paix juniors. Il finit par ailleurs treizième du championnat du monde et seizième du championnat d'Europe sur route juniors. 
Pour ses débuts espoirs, il intègre l'équipe continentale Coop-Repsol en 2024. Toujours retenu en équipe nationale, il se classe troisième de la dernière étape de la Course de la Paix espoirs. Il est également troisième d'une étape du Tour du Loir-et-Cher et cinquième du Ringerike Grand Prix. 
Au printemps 2025, il crée la surprise en remportant l'étape inaugurale du Tour de Norvège, après une longue échappée. Il devance à cette occasion de nombreux professionnels. Le 15 juillet 2025, il est annoncé comme coureur de l'équipe norvégienne Uno-X en 2026.

## Palmarès et résultats

### Par année
- 2022
  - 3e du championnat de Norvège du contre-la-montre juniors
- 2023
  - 2e de l'Eroica Juniores-Coppa Andrea Meneghelli
- 2025
  - 1re étape du Tour de Norvège

### Classements mondiaux
| Année                                 | 2024  |
| ------------------------------------- | ----- |
| Classement mondial                    | 1732e |
| UCI Europe Tour                       | 1091e |
|                                       |       |
| Légende : nc = non classéSource : UCI |       |